# Saison 2004-2005 de l'AS Saint-Étienne
Chronologie
Saison précédente Saison suivante
La saison 2004-2005 de l'AS Saint-Étienne est la 52e du club en Première division. À la suite de leur titre de champion de Ligue 2 en 2004, cette saison marque le retour des « Verts » dans l'élite depuis la saison 2000-2001.
En tant que promu, l'AS Saint-Étienne réalise une saison remarquable, marquée notamment par une victoire 2-0 contre l'Olympique de Marseille, une autre victoire 5-0 contre le SM Caen, trois victoires 3-0 (contre le SC Bastia, aller et retour, et contre l'AC Ajaccio), et deux matchs âprement disputés contre l'Olympique lyonnais (défaites 2-3 à domicile et 3-2 à Lyon). Les « Verts » ne perdent ni contre le Paris SG (2-2 à Paris et 0-0 à Saint-Étienne), ni contre l'AJ Auxerre (3-1 à domicile et 2-2 à l'extérieur), ni contre l'Olympique de Marseille (1-1 à l'extérieur et 2-0 à domicile).
Pourtant, le début de saison est difficile : après douze matchs, l'équipe ne compte que 9 points (dont une seule victoire contre Auxerre) et pointe à la 17e place. Le déclic intervient contre l'OGC Nice lors de la 13e journée. Alors que les supporters réclament la tête d'Élie Baup si une nouvelle défaite intervient avant la trêve, l'AS Saint-Étienne arrache la victoire (2-1) en toute fin de match. S'ensuivent treize matchs sans défaite (jusqu'à celle au stade de Gerland), et surtout plus aucun but encaissé au stade Geoffroy-Guichard jusqu'à la fin de la saison. Le derby OL-ASSE est d'ailleurs marqué par la grave blessure de Lilian Compan au moment de réduire l'écart à 3-2 à quelques minutes de la fin du match. Transféré en fin de saison à Caen, ce match est le dernier joué par Lilian Compan avec les « Verts ».
Lors du match de clôture de la 38e journée, les Stéphanois se déplacent sur le terrain de l'AS Monaco. Ils obtiennent le point du match nul (1-1) et terminent à la 6e place, à deux points de la qualification pour la Coupe UEFA. Ils se qualifient ainsi pour la Coupe Intertoto 2005.
A noter également le bon parcours du club en Coupe de la Ligue où celui-ci arrive pour la deuxième fois d'affilée en 1/2 finale (défaite 0-1 face au futur vainqueur, le RC Strasbourg).

## Équipe professionnelle

### Transferts

#### Mercato d'été
| Nom                | Nationalité   | Date         | Montant | Contrat av. vente/ap. achat | Type        | Ancien/Nouveau club      |
| Arrivées           |               |              |         |                             |             |                          |
| Zoumana Camara     | France        | Juin 2004    | -       | 2004-2007                   | Transfert   | Leeds                    |
| Didier Zokora      | Côte d'Ivoire | Juin 2004    | -       | 2004-2006                   | Transfert   | RC Genk                  |
| Frédéric Piquionne | France        | Juin 2004    | -       | 2004-2007                   | Prêt        | Stade rennais FC         |
| Ronan Le Crom      | France        | Juin 2004    | -       | 2004-2005                   | Transfert   | Guingamp                 |
| Javier Garrido     | Espagne       | Juin 2004    | -       | 2004-2005                   | Prêt        | Valence CF               |
| Pascal Feindouno   | Guinée        | Juillet 2004 | -       | 2004-2005                   | Prêt        | FC Girondins de Bordeaux |
| Anthony Le Tallec  | France        | Juillet 2004 | -       | 2004-2005                   | Prêt        | Liverpool FC             |
| Départs            |               |              |         |                             |             |                          |
| Simon Carmignani   | France        | Juillet 2004 | ? €     | 1998 - 2004                 | Transfert   | Martigues                |
| Fabien Debec       | France        | Juillet 2004 | ? €     | 2003 - 2004                 | Transfert   | Grenoble                 |
| Sylvain Meslien    | France        | Juillet 2004 | ? €     | 1997 - 2004                 | Prêt        | Troyes                   |
| Mickaël Pontal     | France        | Juillet 2004 | ? €     | 1997 - 2004                 | Prêt        | Valence CF               |
| Laurent Morestin   | France        | Juillet 2004 | ? €     | 2003 - 2004                 | Transfert   | Brest                    |
| Fabrice Jau        | France        | Juillet 2004 | ? €     | 2003 - 2004                 | Retour prêt | Bastia                   |
| Damien Bridonneau  | France        | Juillet 2004 | ? €     | 2003 - 2004                 | Transfert   | Guingamp                 |

#### Mercato d'hiver
| Nom               | Nationalité | Date     | Montant   | Contrat av. vente/ap. achat | Type                | Ancien/Nouveau club |
| Arrivées          |             |          |           |                             |                     |                     |
| Lamine Sakho      | Sénégal     | ??/??/05 | ?00.000 € | Décembre 2005 - Juin 2008   | Transfert Définitif | OM                  |
| Alaeddine Yahia   | Tunisie     | ??/??/05 | ?0.000 €  | Décembre 2005 - Juin 2008   | Prêt                | Southampton FC      |
| Départs           |             |          |           |                             |                     |                     |
| Anthony Le Tallec | France      | 26/01/05 | 0 €       | Juin 2004 - Juin 2005       | Retour Prêt         | Liverpool FC        |
| Bafétimbi Gomis   | Sénégal     | 25/01/05 | ?0.000 €  | Formé au club - Juin 2008   | Prêt                | ESTAC               |
| Mickaël Citony    | Sénégal     | 28/01/05 | ?00.000 € | Janvier 2003 - Juin 2005    | Transfert Définitif | CS Sedan A          |
| Mickaël Dogbé     | Togo        | 18/10/04 | 0 €       | Juin 2002 - Juin 2005       | Rupture Amiable     | FC Rouen            |

### Staff technique et administratif
| Rôle                              | Nom                  | Date de naissance | Nationalité |
| Président de l'Association        | Jean Candel          | ...               | France      |
| Président                         | Bernard Caïazzo      | 15 janvier 1954   | France      |
| Vice-Président                    | Roland Romeyer       | 25 août 1945      | France      |
| Responsable du Recrutement        | Damien Comolli       | ...               | France      |
| Directeur Général                 | Vincent Tong-Cuong   | ...               | France      |
| Admin. délégué au domaine sportif | Oswaldo Piazza       | 6 avril 1947      | Argentine   |
| Dir. du centre de Formation       | David Guion          | ...               | France      |
| Responsable Vidéo et Presse       | Jean-Charles Ménard  | 8 août 1966       | France      |
| Dir. Juridique et Administratif   | Didier Lacombe       | ...               | France      |
| Expert comptable                  | René Fayet           | ...               | France      |
| Contrôleur de gestion             | François-Xavier Luce | ...               | France      |
| Directeur commercial              | Nicolas Jacques      | ...               | France      |
| Resp. Billetterie/Org. des matchs | Isabelle Sayet       | ...               | France      |
| Dir. Communication/Marketing      | Éric Fages           | ...               | France      |
| Intendant                         | Frédéric Emile       | 2 septembre 1968  | France      |

## Saison

### Championnat

#### Matches aller
| Date       | N o | Adversaire               | Lieu | Résultat | Buteurs pour Saint-Étienne                              | Points | Place |
| ---------- | --- | ------------------------ | ---- | -------- | ------------------------------------------------------- | ------ | ----- |
| 07/08/2004 | J01 | AS Monaco FC             | Dom. | 0 - 1    | -                                                       | 0      | 19    |
| 14/08/2004 | J02 | RC Lens                  | Ext. | 3 - 0    | -                                                       | 0      | 20    |
| 21/08/2004 | J03 | RC Strasbourg            | Dom. | 1 - 1    | A.Le Tallec 38e                                         | 1      | 18    |
| 29/08/2004 | J04 | Paris SG                 | Ext. | 2 - 2    | Piquionne 64e 86e                                       | 2      | 18    |
| 11/09/2004 | J05 | FC Nantes                | Dom. | 0 - 0    | -                                                       | 3      | 17    |
| 18/09/2004 | J06 | AC Ajaccio               | Ext. | 1 - 1    | Feindouno 41e                                           | 4      | 16    |
| 22/09/2004 | J07 | AJ Auxerre               | Dom. | 3 - 1    | Ilunga 2e, Marin 14e 36e                                | 7      | 13    |
| 25/09/2004 | J08 | FC Sochaux               | Ext. | 2 - 1    | Piquionne 32e                                           | 7      | 17    |
| 03/10/2004 | J09 | Lyon                     | Dom. | 2 - 3    | Marin 47e, Feindouno 59e                                | 7      | 17    |
| 17/10/2004 | J10 | Olympique de Marseille   | Ext. | 1 - 1    | Feindouno 15e                                           | 8      | 17    |
| 23/10/2004 | J11 | FC Girondins de Bordeaux | Dom. | 0 - 0    | -                                                       | 9      | 17    |
| 30/10/2004 | J12 | Lille OSC                | Ext. | 1- 0     | -                                                       | 9      | 17    |
| 06/11/2004 | J13 | OGC Nice                 | Dom. | 2 - 1    | Feindouno 24e 87e                                       | 12     | 17    |
| 13/11/2004 | J14 | SC Bastia                | Ext. | 0 - 3    | Hellebuyck 63e 68e Piquionne 87e                        | 15     | 15    |
| 20/11/2004 | J15 | Stade rennais FC         | Dom. | 1 - 0    | Compan 84e                                              | 18     | 11    |
| 27/11/2004 | J16 | FC Metz                  | Ext. | 2 - 2    | Sablé 12e, Hognon 72e                                   | 19     | 11    |
| 04/12/2004 | J17 | Toulouse FC              | Dom. | 0 – 0    | -                                                       | 20     | 11    |
| 11/12/2004 | J18 | SM Caen                  | Dom. | 5 - 0    | Piquionne 3e 45e, Hellebuyck 31e, Mendy 36e, Compan 85e | 23     | 10    |
| 18/12/2004 | J19 | Istres                   | Ext. | 0 - 2    | Sablé 31e, Mendy 45e                                    | 26     | 9     |

#### Matches retour
| Date       | N o | Adversaire               | Lieu | Résultat | Buteurs pour Saint-Étienne             | Points | Place |
| ---------- | --- | ------------------------ | ---- | -------- | -------------------------------------- | ------ | ----- |
| 12/01/2005 | J20 | RC Lens                  | Dom. | 0 - 0    | -                                      | 27     | 8     |
| 15/01/2005 | J21 | RC Strasbourg            | Ext. | 1 - 1    | Hognon 32e                             | 28     | 8     |
| 22/01/2005 | J22 | Paris SG                 | Dom. | 0 - 0    | -                                      | 29     | 8     |
| 26/01/2005 | J23 | FC Nantes                | Ext. | 0 - 0    | -                                      | 30     | 9     |
| 16/03/2005 | J24 | AC Ajaccio               | Dom. | 3 - 0    | Feindouno 52e, Piquionne 64e 66e       | 33     | 8     |
| 05/02/2005 | J25 | AJ Auxerre               | Ext. | 2 - 2    | Compan 13e, Feindouno 79e              | 34     | 8     |
| 20/02/2005 | J26 | FC Sochaux               | Dom. | 1 - 0    | Feindouno 60e                          | 37     | 7     |
| 26/02/2005 | J27 | Lyon                     | Ext. | 3 - 2    | Feindouno 55e, Compan 89e              | 37     | 8     |
| 06/03/2005 | J28 | Olympique de Marseille   | Dom. | 2 - 0    | Feindouno 35e, Hellebuyck 83e          | 40     | 7     |
| 12/03/2005 | J29 | FC Girondins de Bordeaux | Ext. | 2- 0     | -                                      | 40     | 8     |
| 20/03/2005 | J30 | Lille OSC                | Dom. | 0 - 0    | -                                      | 41     | 8     |
| 04/02/2005 | J31 | OGC Nice                 | Ext. | 2- 0     | -                                      | 41     | 9     |
| 06/04/2005 | J32 | SC Bastia                | Dom. | 3 - 0    | Sablé 7e, Feindouno 86e, Piquionne 90e | 44     | 9     |
| 16/04/2005 | J33 | Stade rennais FC         | Ext. | 2 - 2    | Piquionne 7e, Sablé 63e                | 45     | 9     |
| 23/04/2005 | J34 | FC Metz                  | Dom. | 0 - 0    | -                                      | 46     | 9     |
| 07/05/2005 | J35 | Toulouse FC              | Ext. | 0- 2     | Sakho 36e, Feindouno 63e               | 49     | 7     |
| 14/05/2005 | J36 | SM Caen                  | Ext. | 2 - 0    | -                                      | 49     | 7     |
| 21/05/2005 | J37 | Istres                   | Dom. | 2 - 0    | Piquionne 68e, Feindouno 74e           | 52     | 6     |
| 28/05/2005 | J38 | AS Monaco FC             | Ext. | 1 - 1    | Sablé 10e                              | 53     | 6     |

### Classement final
Victoire à 3 points.
| Rang | Équipe          | Pts | J  | G  | N  | P  | Bp | Bc | Diff \|\| Moy. Spec. |        |
| ---- | --------------- | --- | -- | -- | -- | -- | -- | -- | -------------------- | ------ |
| 1    | Lyon T S        | 79  | 38 | 22 | 13 | 3  | 56 | 22 | +34                  | 37 509 |
| 2    | Lille           | 67  | 38 | 18 | 13 | 7  | 52 | 29 | +23                  | 13 333 |
| 3    | Monaco          | 63  | 38 | 15 | 18 | 5  | 52 | 35 | +17                  | 11 775 |
| 4    | Rennes          | 55  | 38 | 15 | 10 | 13 | 49 | 42 | +7                   | 23 267 |
| 5    | Marseille       | 55  | 38 | 15 | 10 | 13 | 47 | 42 | +5                   | 52 996 |
| 6    | Saint-Étienne P | 53  | 38 | 12 | 17 | 9  | 47 | 34 | +13                  | 29 875 |
| 7    | Lens            | 52  | 38 | 13 | 13 | 12 | 45 | 39 | +6                   | 34 964 |
| 8    | Auxerre C       | 52  | 38 | 14 | 10 | 14 | 48 | 47 | +1                   | 11 373 |
| 9    | Paris-SG        | 51  | 38 | 12 | 15 | 11 | 40 | 41 | -1                   | 35 401 |
| 10   | Sochaux         | 50  | 38 | 13 | 11 | 14 | 42 | 41 | +1                   | 15 686 |
| 11   | Strasbourg L    | 48  | 38 | 12 | 12 | 14 | 42 | 43 | -1                   | 17 441 |
| 12   | Nice            | 46  | 38 | 10 | 16 | 12 | 38 | 45 | -7                   | 11 521 |
| 13   | Toulouse        | 46  | 38 | 12 | 10 | 16 | 36 | 43 | -7                   | 23 323 |
| 14   | AC Ajaccio      | 45  | 38 | 10 | 15 | 13 | 36 | 40 | -4                   | 3 047  |
| 15   | Bordeaux        | 44  | 38 | 8  | 20 | 10 | 37 | 41 | -4                   | 23 474 |
| 16   | Metz            | 44  | 38 | 10 | 14 | 14 | 33 | 45 | -12                  | 18 205 |
| 17   | Nantes          | 43  | 38 | 10 | 13 | 15 | 33 | 38 | -5                   | 30 738 |
| 18   | Caen P          | 42  | 38 | 10 | 12 | 16 | 36 | 60 | -24                  | 19 806 |
| 19   | Bastia          | 41  | 38 | 11 | 8  | 19 | 32 | 48 | -16                  | 5 213  |
| 20   | Istres P        | 32  | 38 | 6  | 14 | 18 | 25 | 51 | -26                  | 6 937  |

Qualifications européennes
Ligue des champions 2005-2006
- 1er et 2e : phase de groupes
- 3e : 3e tour préliminaire

Coupe UEFA 2005-2006
- 4e et vainqueurs des coupes[Note 4] : 1er tour

Coupe Intertoto 2005
- 5e : 3e tour
- 6e et 7e : 2e tour

Relégation
- 18e, 19e et 20e : relégation en Ligue 2

Abréviations
T : Tenant du titre

P : Promus de Ligue 2 2003-2004

C : Vainqueur de la Coupe de France 2004-05

L : Vainqueur de la Coupe de la ligue 2004-05

S : Vainqueur du Trophée des champions 2004

### Coupe de France
| Date       | N o         | Adversaire | Lieu | Résultat | Buteurs pour Saint-Étienne | Suite    |
| ---------- | ----------- | ---------- | ---- | -------- | -------------------------- | -------- |
| 09/01/2005 | 1/32e de f. | Nîmes      | Ext. | 3 - 2    | Piquionne 7e 8e            | Éliminés |

### Coupe de la Ligue
| Date       | N o         | Adversaire | Lieu | Résultat | Buteurs pour Saint-Étienne                     | Suite                            |
| ---------- | ----------- | ---------- | ---- | -------- | ---------------------------------------------- | -------------------------------- |
| 09/11/2004 | 1/16e de f. | Créteil    | Dom. | 3 - 1    | Piquionne 7e 51e, Carteron 78e                 | Qualifiés pour les 8e de finale  |
| 21/12/2004 | 1/8e de f.  | Le Havre   | Ext. | 0 - 1    | Hellebuyck 57e                                 | Qualifiés pour les 1/4 de finale |
| 18/01/2005 | 1/4 de f.   | Lens       | Ext. | 0 - 3    | Piquionne 22e, Feindouno 73e (pen.), Marin 89e | Qualifiés pour les 1/2 de finale |
| 01/02/2005 | 1/2 de f.   | Strasbourg | Ext. | 1 - 0    | -                                              | Éliminés                         |

## Statistiques individuelles

### Statistiques buteurs
| Place | Nom                | Ligue 1 | Coupe de France | Coupe de la Ligue | TOTAL des BUTS |
| 1     | Frédéric Piquionne | 11 buts | 2 buts          | 3 buts            | 16 buts        |
| 2     | Pascal Feindouno   | 13 buts | -               | 1 but             | 14 buts        |
| 3     | David Hellebuyck   | 4 buts  | -               | 1 but             | 5 buts         |
| 3     | Julien Sablé       | 5 buts  | -               | -                 | 5 buts         |
| 5     | Lilian Compan      | 4 buts  | -               | -                 | 4 buts         |
| 5     | Nicolas Marin      | 3 buts  | -               | 1 but             | 4 buts         |
| 7     | Frédéric Mendy     | 2 buts  | -               | -                 | 2 buts         |
| 7     | Vincent Hognon     | 2 buts  | -               | -                 | 2 buts         |
| 9     | Anthony Le Tallec  | 1 but   | -               | -                 | 1 but          |
| 9     | Hérita Ilunga      | 1 but   | -               | -                 | 1 but          |
| 9     | Lamine Sakho       | 1 but   | -               | -                 | 1 but          |
| 9     | Patrice Carteron   | -       | -               | 1 but             | 1 but          |
| Total | 12 buteurs         | 47 buts | 2 buts          | 7 buts            | 56 buts        |

Date de mise à jour : le 23 juillet 2014.

### Statistiques cartons jaunes
| Place | Nom                | Ligue 1    | Coupe de France | Coupe de la Ligue | TOTAL des CARTONS JAUNES |
| 1     | Didier Zokora      | 9 cartons  | -               | 1 carton          | 10 cartons               |
| 2     | Hérita Ilunga      | 8 cartons  | -               | -                 | 8 cartons                |
| 3     | Frédéric Piquionne | 7 cartons  | -               | -                 | 7 cartons                |
| 3     | Pascal Feindouno   | 6 cartons  | -               | 1 carton          | 7 cartons                |
| 5     | Fousseni Diawara   | 5 cartons  | -               | 1 carton          | 6 cartons                |
| 6     | Lilian Compan      | 4 cartons  | -               | 1 carton          | 5 cartons                |
| 6     | Julien Sablé       | 5 cartons  | -               | -                 | 5 cartons                |
| 8     | Zoumana Camara     | 4 cartons  | -               | -                 | 4 cartons                |
| 8     | Vincent Hognon     | 3 carton   | -               | 1 carton          | 4 cartons                |
| 8     | Jérémie Janot      | 4 cartons  | -               | -                 | 4 cartons                |
| 8     | David Hellebuyck   | 4 cartons  | -               | -                 | 4 cartons                |
| 12    | Nicolas Marin      | 2 cartons  | -               | 1 carton          | 3 cartons                |
| 13    | Patrice Carteron   | 1 carton   | 1 carton        | -                 | 2 cartons                |
| 13    | Stéphane Hernandez | 2 cartons  | -               | -                 | 2 cartons                |
| 13    | Lamine Sakho       | 2 cartons  | -               | -                 | 2 cartons                |
| 13    | Javier Garrido     | 2 cartons  | -               | -                 | 2 cartons                |
| 17    | Loïc Perrin        | 1 carton   | -               | -                 | 1 carton                 |
| 17    | Alaeddine Yahia    | 1 carton   | -               | -                 | 1 carton                 |
| Total | 18 joueurs avertis | 70 cartons | 1 carton        | 6 cartons         | 79 cartons               |

Date de mise à jour : le 23 juillet 2014.

### Statistiques cartons rouges
| Place | Nom           | Ligue 1   | TOTAL des CARTONS ROUGES |
| 1     | Julien Sablé  | 1 carton  | 1 expulsion              |
| 1     | Didier Zokora | 1 carton  | 1 expulsion              |
| Total | 2 expulsés    | 2 cartons | 2 expulsions             |

Date de mise à jour : le 23 juillet 2014.

### Sélections étrangères
| Nom              | Éliminatoires CM ou CAN | Éliminatoires CM ou CAN | Éliminatoires CM ou CAN | Éliminatoires CM ou CAN | CM / CAN / CE | CM / CAN / CE | CM / CAN / CE | CM / CAN / CE | Matchs amicaux | Matchs amicaux | Matchs amicaux | Matchs amicaux | Total | Total       | Total  | Total        |
| Nom              | MJ                      | But inscrit             | Averti                  | Carton rouge            | MJ            | But inscrit   | Averti        | Carton rouge  | MJ             | But inscrit    | Averti         | Carton rouge   | MJ    | But inscrit | Averti | Carton rouge |
| ---------------- | ----------------------- | ----------------------- | ----------------------- | ----------------------- | ------------- | ------------- | ------------- | ------------- | -------------- | -------------- | -------------- | -------------- | ----- | ----------- | ------ | ------------ |
| Didier Zokora    | 5                       | 0                       | 0                       | 1                       | 0             | 0             | 0             | 0             | 1              | 0              | 0              | 0              | 6     | 0           | 0      | 1            |
| Pascal Feindouno | 6                       | 2                       | 0                       | 0                       | 0             | 0             | 0             | 0             | 1              | 1              | 0              | 0              | 7     | 3           | 0      | 0            |
| Hérita Ilunga    | 2                       | 0                       | 0                       | 0                       | 0             | 0             | 0             | 0             | 1              | 0              | 0              | 0              | 3     | 0           | 0      | 0            |
| Alaeddine Yahia  | 2                       | 0                       | 0                       | 0                       | 0             | 0             | 0             | 0             | 0              | 0              | 0              | 0              | 2     | 0           | 0      | 0            |
| Fousseni Diawara | 1                       | 0                       | 0                       | 0                       | 0             | 0             | 0             | 0             | 0              | 0              | 0              | 0              | 1     | 0           | 0      | 0            |
| Frédéric Mendy   | 0                       | 0                       | 0                       | 0                       | 0             | 0             | 0             | 0             | 1              | 0              | 0              | 0              | 1     | 0           | 0      | 0            |